# Paraceratocladium silvestre
Paraceratocladium silvestre är en svampart som beskrevs av R.F. Castañeda 1987. Paraceratocladium silvestre ingår i släktet Paraceratocladium, divisionen sporsäcksvampar och riket svampar.   Inga underarter finns listade i Catalogue of Life.